# خوان بکمان ویدال
خوان بکمان ویدال (انگلیسی: Juan Beckmann Vidal؛ زادهٔ فوریه ۱۹۴۰ (۸۵ سال)) کارآفرین و سرمایه‌دار اهل مکزیک است.